# Rathausplatz (Kołobrzeg)
Rathausplatz ist ein Platz im Zentrum der polnischen Stadt Kołobrzeg (Kolberg). Der Platz bildet heute eine Fußgängerzone.

## Geschichte
Ein Marktplatz der damaligen Stadt Kolberg ist im Jahr 1255 gegründet worden.
Am Rathausplatz befinden sich heute hauptsächlich Gebäude aus die 1980er und 1990er Jahren, die zu einer Siedlung "Nowa Starówka" gehören. Einige Gebäude, die vor dem Zweiten Weltkrieg gebaut wurden (außer dem Rathaus), befinden sich an der nordöstlichen Seite des Markts.
In der Mitte des Platzes steht ein Rathaus aus dem 19. Jahrhundert. Im Rathaus befindet sich heute ein Sitz der Starostei.

## Galerie

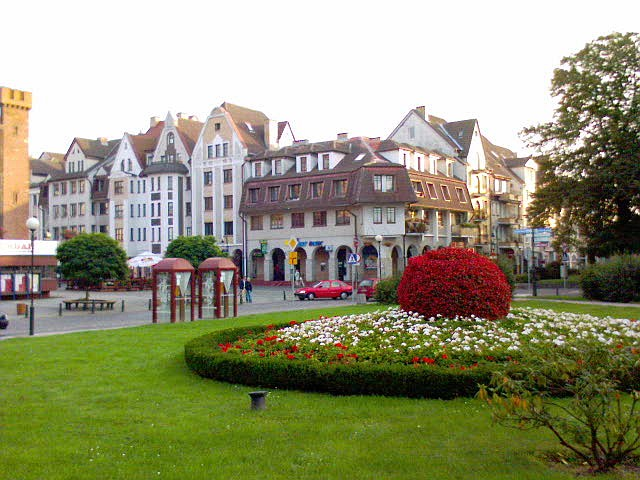
Skwer Miast Partnerskich
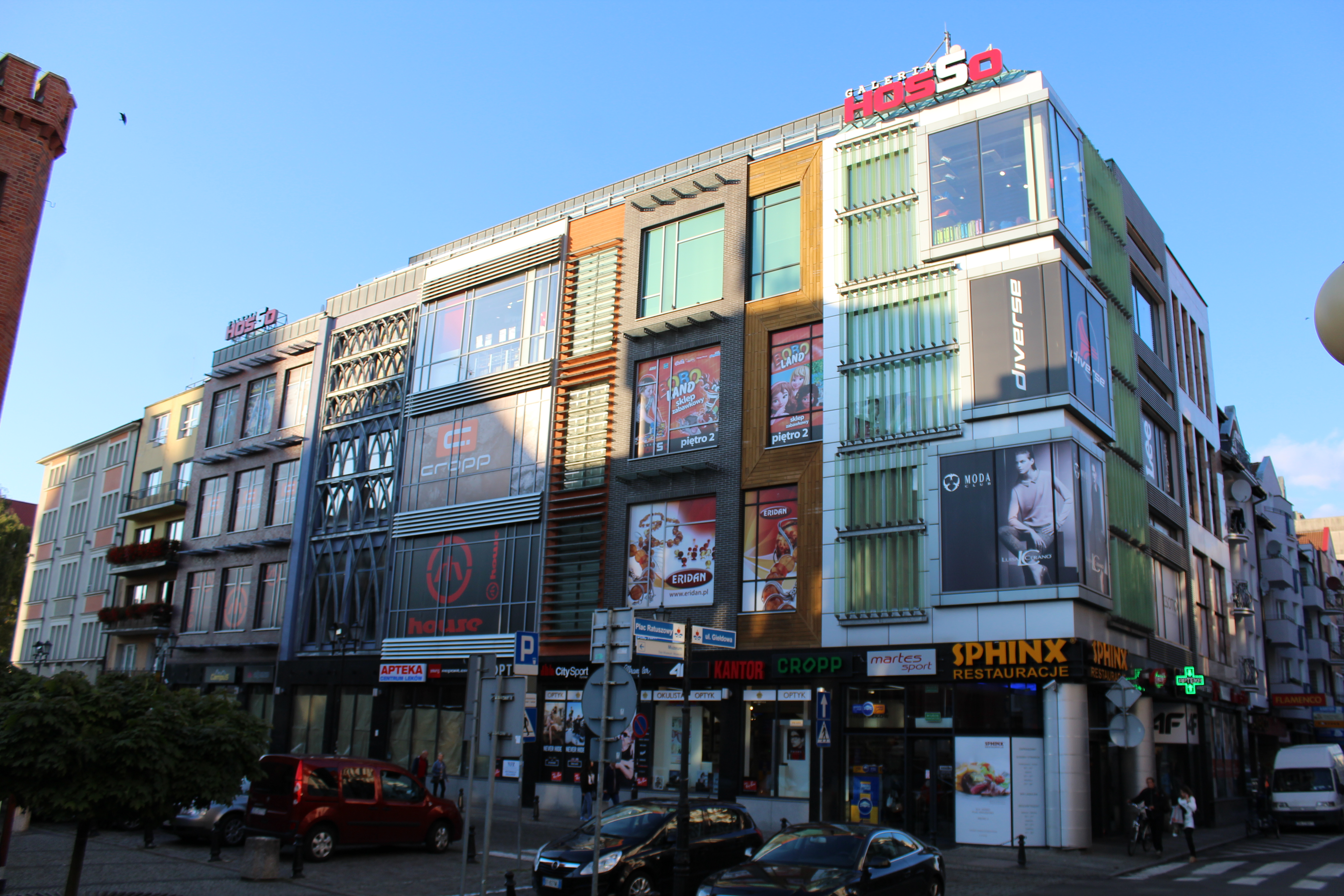
Nordöstliche Seite
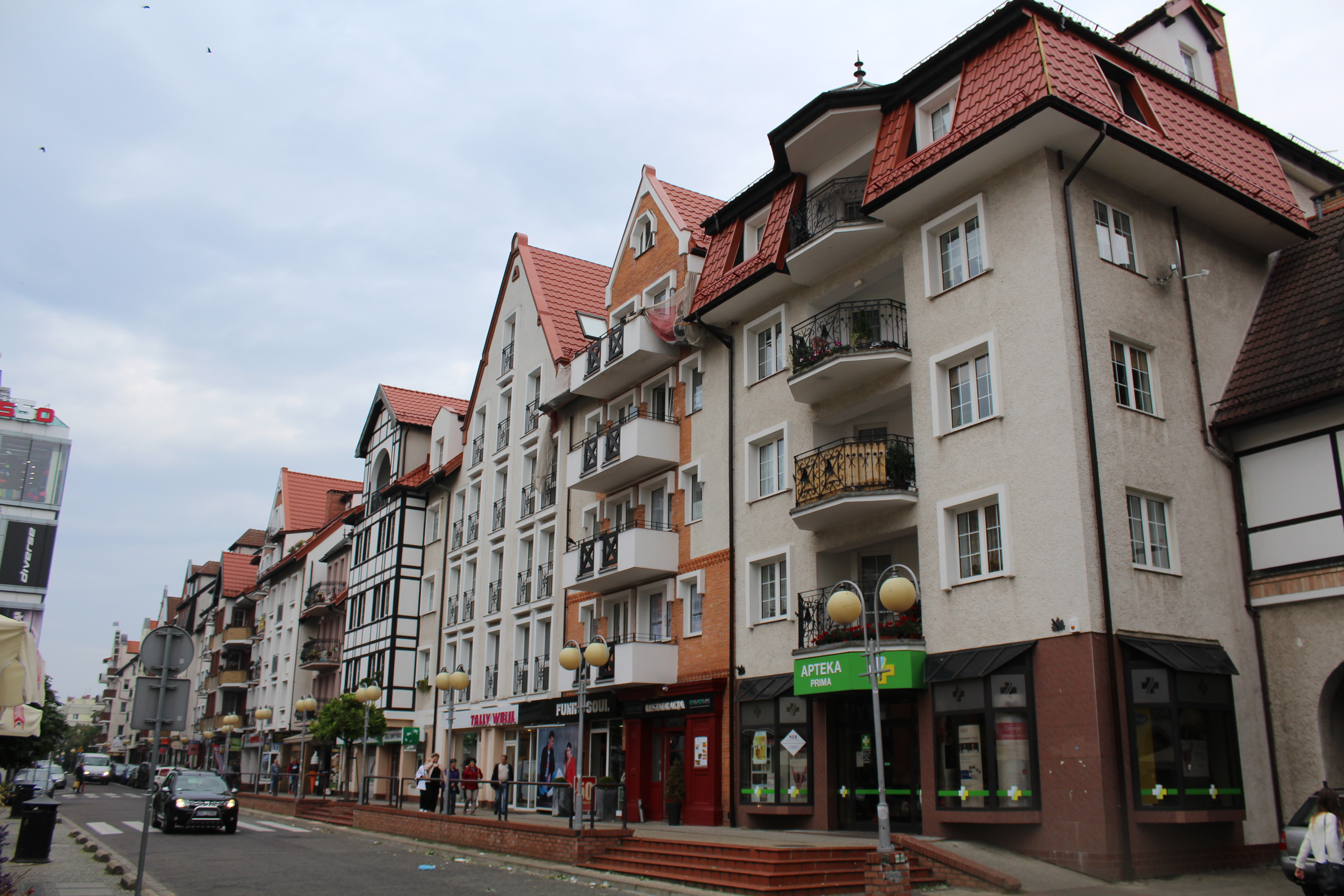
Südöstliche Seite
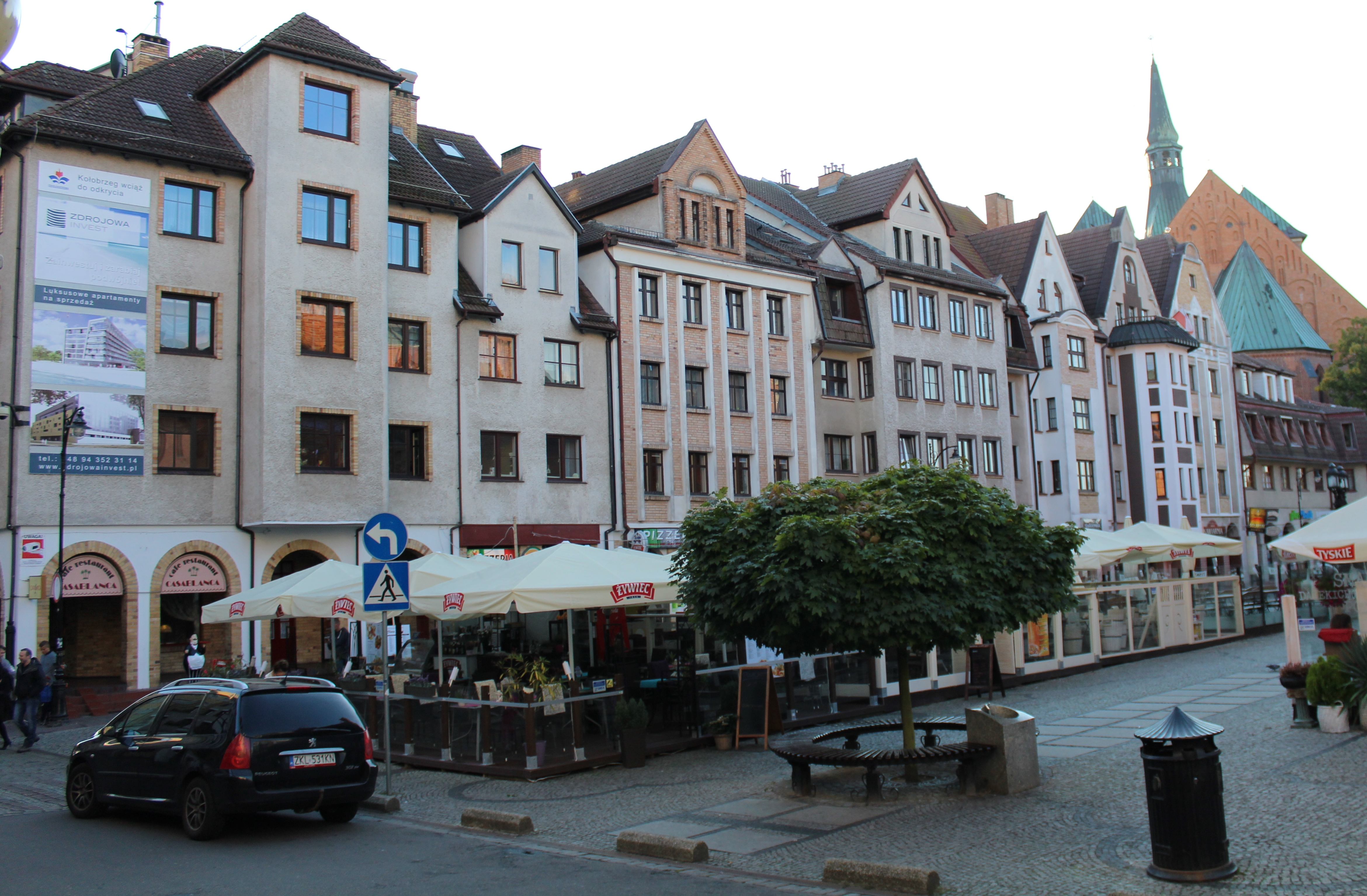
Südwestliche Seite